# Artists and Repertoire
Artists and Repertoire oder Artist and Repertoire, meistens in der abgekürzten Version A&R genutzt, ist ein englischer Begriff aus der Musikwirtschaft. Damit wird der redaktionelle Teil einer Plattenfirma bezeichnet. In der A&R-Abteilung gehen beispielsweise die Demotapes von sich bewerbenden Künstlern ein. Die A&R-Manager suchen nach neuen musikalischen Trends, die für die Plattenfirma kommerziell verwertbar sind. A&R-Mitarbeiter treffen die Entscheidung darüber, Künstler unter Vertrag zu nehmen, und sind für ihre Betreuung zuständig. Auf diese Weise geben A&R-Manager dem Plattenlabel ihr Profil.
Durch die stetig gewachsenen Marketingmaßnahmen der Tonträgerfirmen hat sich auch das Berufsbild des A&R-Managers über die Jahre stark gewandelt. So muss er sich neben den kreativen Dingen auch Budgetierungen von Marketing und Promotionkosten zuwenden sowie mehrmals pro Jahr Einschätzungen zu Verkaufserwartungen bezüglich der Tonträger seiner Künstler im Rahmen von Berichten (Previews) abgeben.
Scherzhaft wird die Abkürzung A&R auch als Ablehnen & Rücksenden interpretiert.